# Ziferblat
Ziferblat (ツィフェルブラット、意味:ダイヤル) はウクライナの音楽グループ。ウクライナのユーロビジョン・ソング・コンテスト2025の参加者。

## 来歴
2015年に結成した。2017年12月に初めてのEP『Movie Screening』をリリース。2019年にはシングル『Вночі』をリリースした。

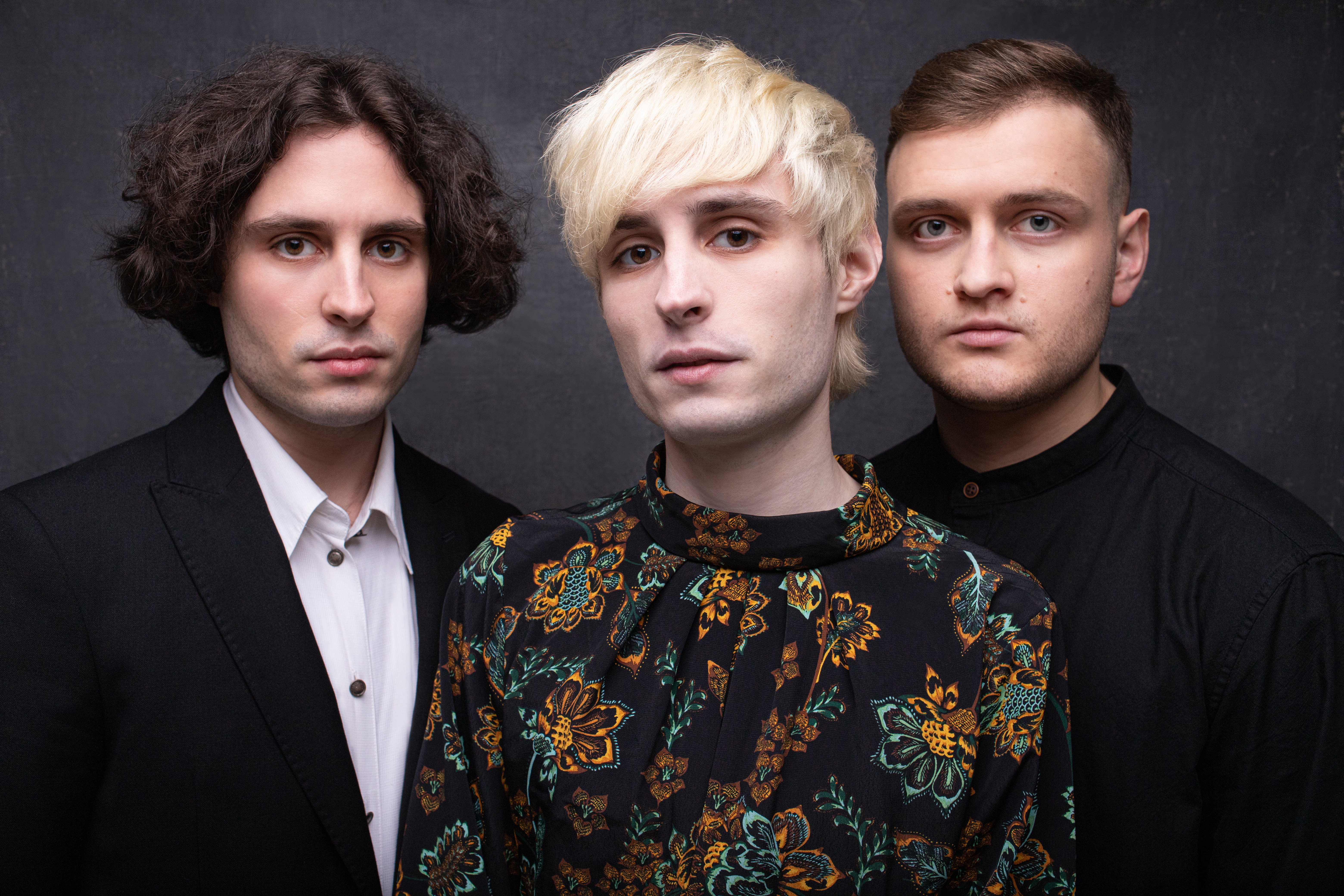
2023年のZiferblat

2023年9月、Ziferblatは「Muzvar Awards」の「オルタナティブミュージックにおける最優秀新人賞」を受賞した。
2024年、Ziferblatは「Place I Call Home」という曲でユーロビジョン2024のウクライナ全国選抜大会の決勝に進出した。 審査員から11ポイント、観客から8ポイントを獲得し、総合ランキング2位を獲得した。 

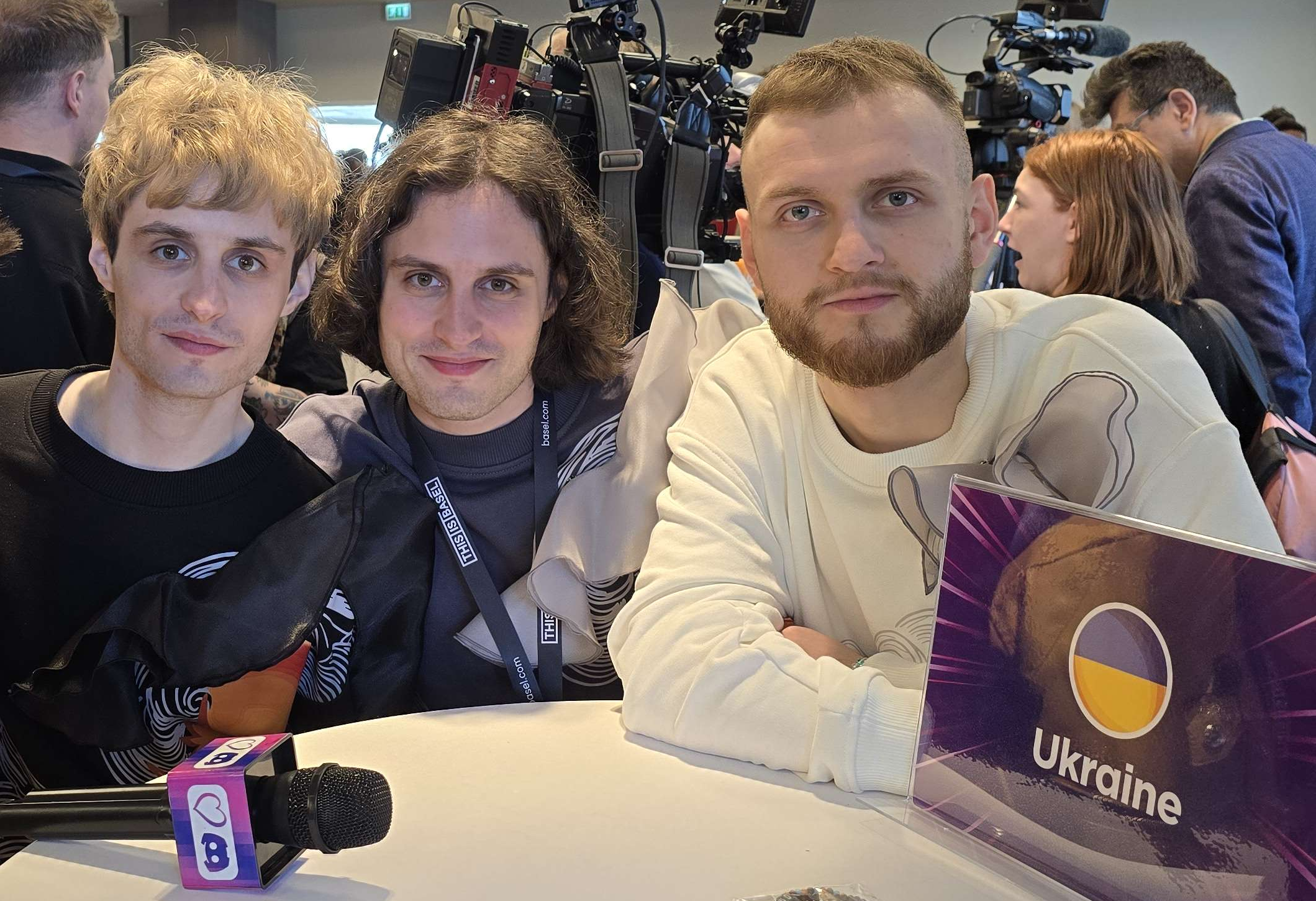
ユーロビジョン・ソング・コンテスト2025にて

2025年2月8日、Ziferblatは「Bird of Pray」という曲でユーロビジョン・ソング・コンテスト2025の全国選抜に優勝した。5月13日にスイスのバーゼル市で最初の準決勝にウクライナ代表としてユーロビジョンで出場する。

## 音楽性
多くのミュージックジャーナリストはZiferblatをプログレッシブロックからポップまでさまざまなジャンルに分類しているが、Ziferblatのメンバー自身は特定のジャンルに自分を当てはめておらず、一つの音楽の方向性だけで活動することを望んでいない。

## メンバー
| 氏名                               | 月日           | 役割       |
| ---------------------------------- | -------------- | ---------- |
| ダヌィイール・レシュチンスクィー   | 1996年11月15日 | ソリスト   |
| ヴァレンティン・レシュチンスクィー | 1996年11月15日 | ギタリスト |
| フェディル・ホダコフ               | 1998年2月28日  | ドラマー   |

## ディスコグラフィー

### アルバム
| 年   | アルバム名   |
| ---- | ------------ |
| 2023 | Перетворення |
| 2025 | Of Us        |

### EP
| 年   | EP名      |
| ---- | --------- |
| 2017 | Кіносеанс |

### シングル
| 年   | 曲名                     |
| ---- | ------------------------ |
| 2019 | «Вночі»                  |
| 2022 | «Земля»                  |
| 2022 | «Для чого ти прийшла»    |
| 2023 | «Диско-Фанко Терапія»    |
| 2024 | «Place I call home»      |
| 2024 | «Літаки»                 |
| 2024 | «Друг „Дім Звукозапису“» |
| 2024 | «Дотепер і назавжди»     |
| 2025 | «Bird of Pray»           |